# جربه
جـِربه از جزیره‌های کشور تونس است.
مساحت آن ۵۱۴ کیلومتر مربع است و در خلیج قابس در جنوب شرقی تونس واقع شده‌است.
جربه بزرگ‌ترین جزیره شمال آفریقا است.

## نگارخانه

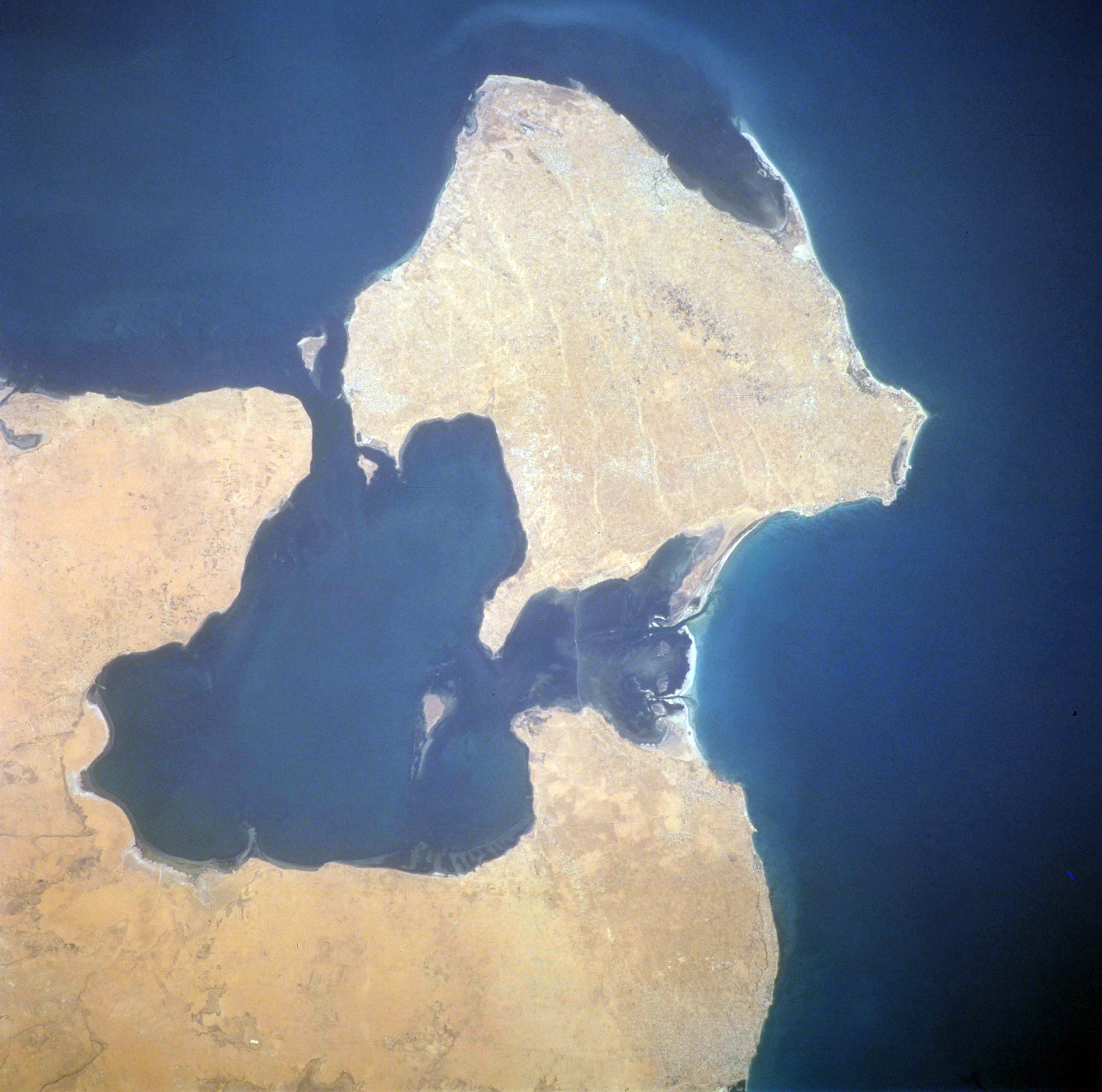
جزیره جربه
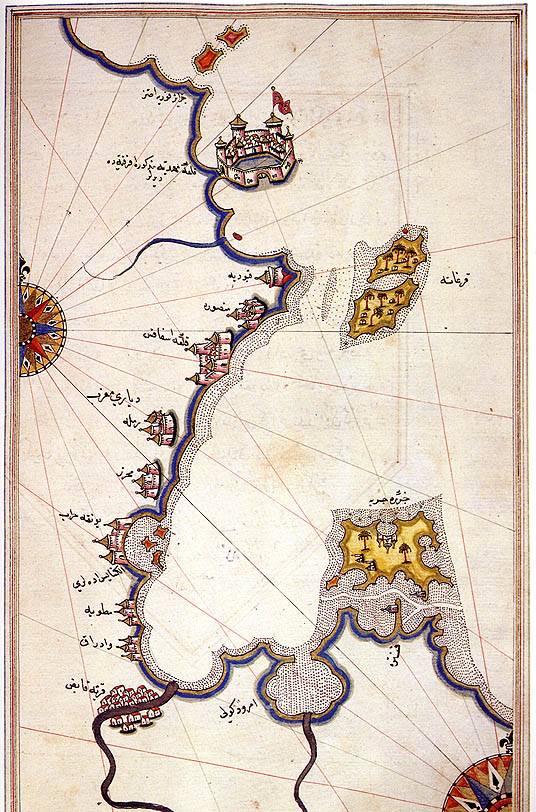
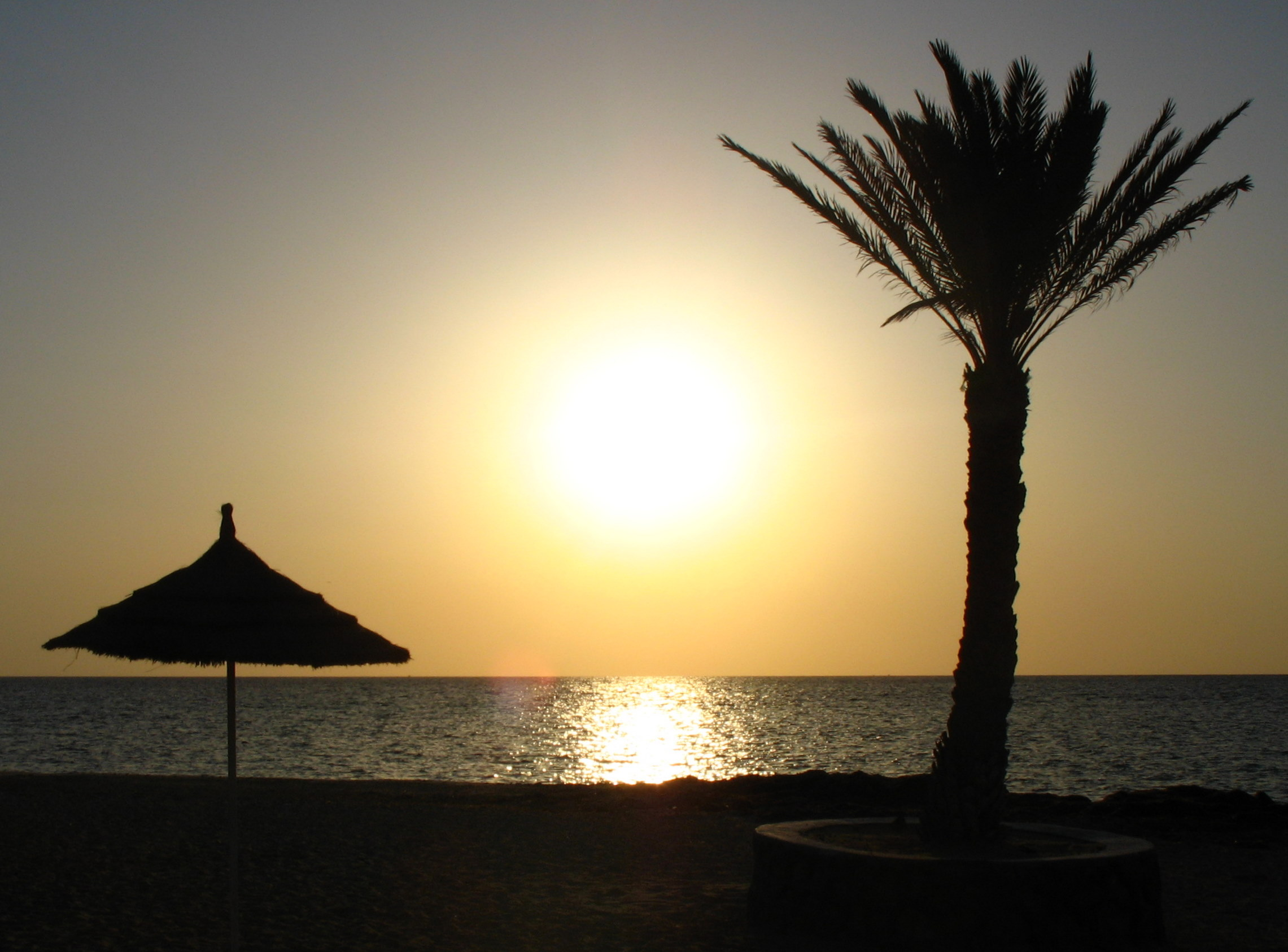
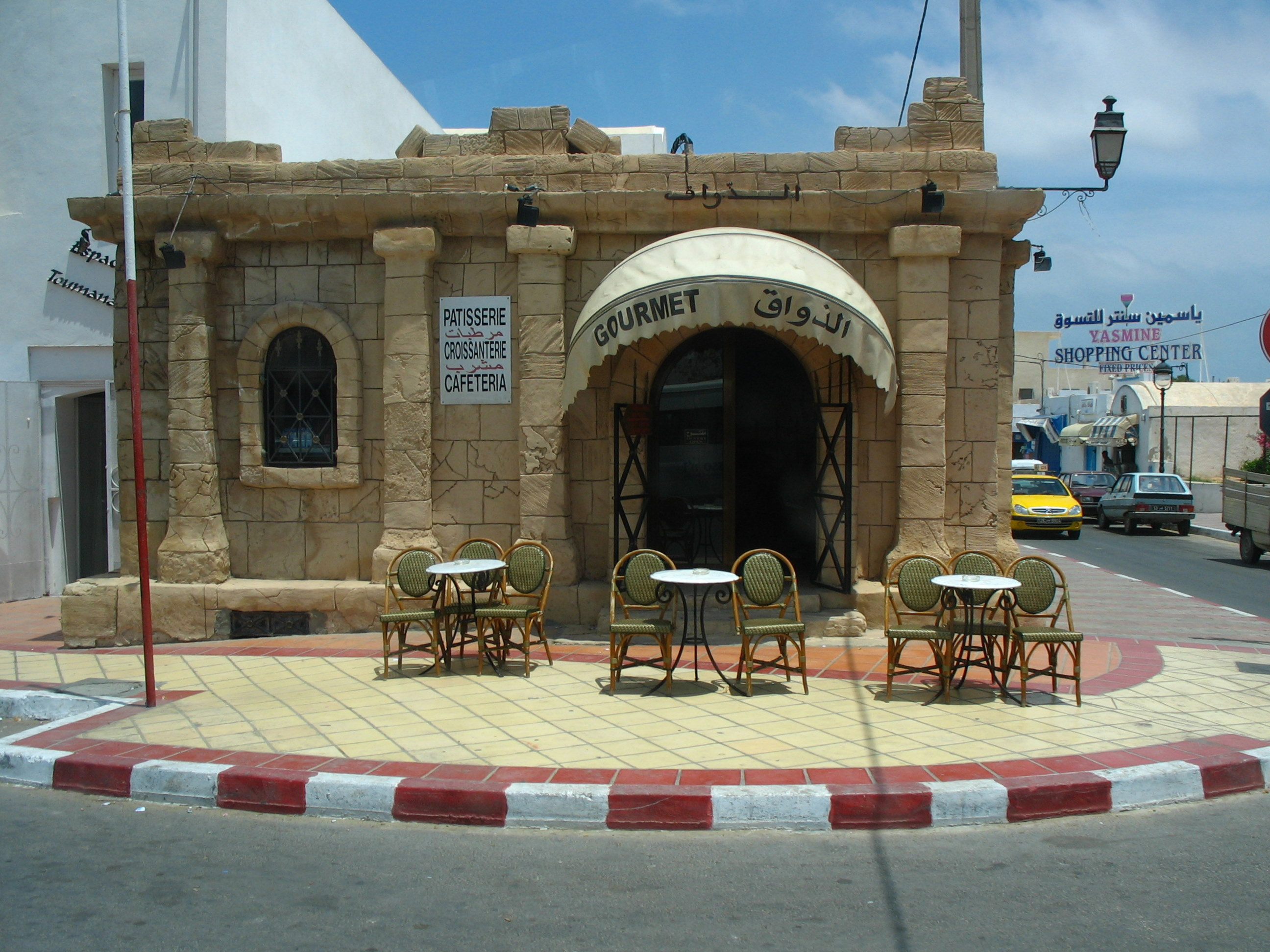
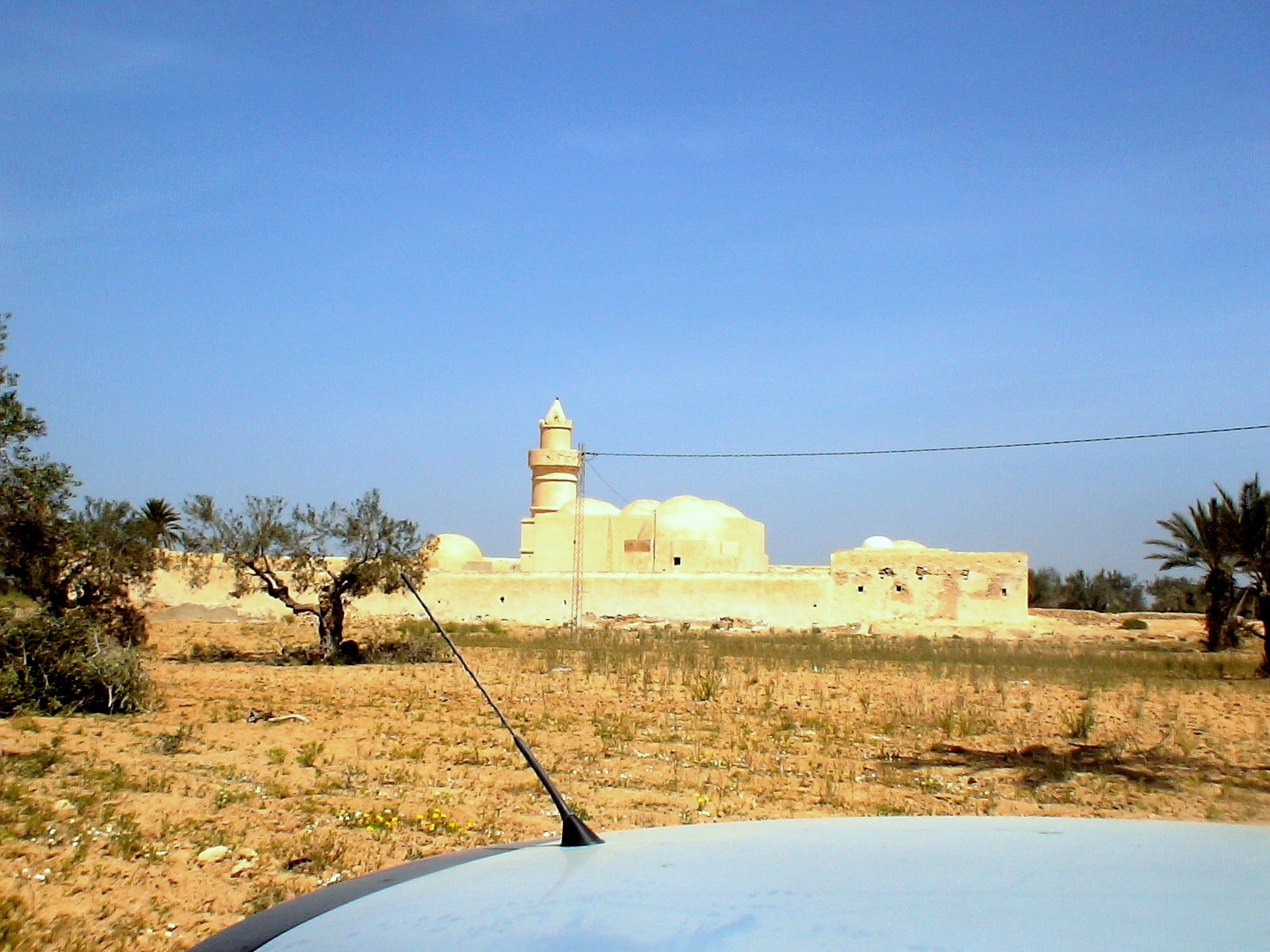